# Vice-président de la république arabe d'Égypte
Le vice-président de la république arabe d'Égypte est le vice-chef d'État de l'Égypte.
Il y a eu jusqu'à cinq vice-présidents en fonction sous Nasser, puis deux jusqu'en 1974 sous Sadate. De 1975 à 1981, en 2011, 2012 et 2013, il y avait un vice-président en poste.

## Liste des vice-présidents
Cette liste contient les vice-président de la République arabe unie (1958–1971, incluant la Syrie jusqu'en 1961) et de république arabe d'Égypte (1971–présent).
| Sabri al Assali صبري العسلي                    |                   | 1903–1976 | 7 mars 1958       | 7 octobre 1958              | Parti national               | Gamal Abdel Nasser        |
| Akram Hourani أكرم الحوراني                    |                   | 1912–1996 | 7 mars 1958       | 19 septembre 1960           | Parti Baas (Région de Syrie) | Gamal Abdel Nasser        |
| Abdel Latif Boghdadi عبد اللطيف البغدادي       |                   | 1917–1999 | 7 mars 1958       | 1er décembre 1962           | Union nationale              | Gamal Abdel Nasser        |
| Abdel Latif Boghdadi عبد اللطيف البغدادي       | 1er décembre 1962 | 1917–1999 | 23 mars 1964      | Union socialiste arabe      |                              | Gamal Abdel Nasser        |
| Abdel Hakim Amer محمد عبد الحكيم عامر          |                   | 1919–1967 | 7 mars 1958       | 1er décembre 1962           | Union nationale              | Gamal Abdel Nasser        |
| Abdel Hakim Amer محمد عبد الحكيم عامر          | 1er décembre 1962 | 1919–1967 | 30 septembre 1965 | Union socialiste arabe      |                              | Gamal Abdel Nasser        |
| Nur al-Din Kahala نور الدين كحالة              |                   | 1908-1965 | 20 septembre 1960 | 18 octobre 1961             | Union nationale              | Gamal Abdel Nasser        |
| Abdel Hamid al-Sarraj عبد الحميد السراج        |                   | 1925–2013 | 16 août 1961      | 18 octobre 1961             | Union nationale              | Gamal Abdel Nasser        |
| Kamal el-Din Hussein كمال الدين حسين           |                   | 1921–1999 | 16 août 1961      | 1er décembre 1962           | Union nationale              | Gamal Abdel Nasser        |
| Kamal el-Din Hussein كمال الدين حسين           | 1er décembre 1962 | 1921–1999 | 23 mars 1964      | Union socialiste arabe      |                              | Gamal Abdel Nasser        |
| Zakaria Mohieddin زكريا محيى الدين             |                   | 1918–2012 | 16 août 1961      | 1er décembre 1962           | Union socialiste arabe       | Gamal Abdel Nasser        |
| Zakaria Mohieddin زكريا محيى الدين             | 1er décembre 1962 | 1918–2012 | 23 mars 1964      | Union socialiste arabe      |                              | Gamal Abdel Nasser        |
| Hussein el-Shafei حسين محمود حسن الشافعي       |                   | 1918–2005 | 16 août 1961      | 1er décembre 1962           | Union nationale              | Gamal Abdel Nasser        |
| Hussein el-Shafei حسين محمود حسن الشافعي       | 1er décembre 1962 | 1918–2005 | 30 septembre 1965 | Union socialiste arabe      |                              | Gamal Abdel Nasser        |
| Anouar el-Sadate أنور السادات                  |                   | 1918–1981 | 17 février 1964   | 26 mars 1964                | Union socialiste arabe       | Gamal Abdel Nasser        |
| Hassan Ibrahim حسن ابراهيم                     |                   | 1917–1990 | 17 février 1964   | 27 janvier 1966             | Union socialiste arabe       | Gamal Abdel Nasser        |
| Zakaria Mohieddin زكريا محيى الدين             |                   | 1918–2012 | 1er octobre 1965  | 20 mars 1968                | Union socialiste arabe       | Gamal Abdel Nasser        |
| Ali Sabri على صبرى                             |                   | 1920–1991 | 1er octobre 1965  | 20 mars 1968                | Union socialiste arabe       | Gamal Abdel Nasser        |
| Hussein el-Shafei حسين محمود حسن الشافعي       |                   | 1918–2005 | 20 mars 1968      | 16 janvier 1973             | Union socialiste arabe       | Gamal Abdel Nasser        |
| Anouar el-Sadate أنور السادات                  |                   | 1918–1981 | 19 décembre 1969  | 14 octobre 1970             | Union socialiste arabe       | Gamal Abdel Nasser        |
| Ali Sabri على صبرى                             |                   | 1920–1991 | 30 octobre 1970   | 2 mai 1971                  | Union socialiste arabe       | Anouar el-Sadate          |
| Mahmoud Fawzi محمود فوزى                       |                   | 1900–1981 | 16 janvier 1972   | 18 septembre 1974           | Union socialiste arabe       | Anouar el-Sadate          |
| Vacant (18 septembre 1974–16 avril 1975)       |                   |           |                   |                             |                              |                           |
| Hosni Moubarak حسنى مبارك                      |                   | 1928–2020 | 16 avril 1975     | 2 octobre 1978              | Union socialiste arabe       | Anouar el-Sadate          |
| Hosni Moubarak حسنى مبارك                      | 2 octobre 1978    | 1928–2020 | 14 octobre 1981   | Parti national démocratique |                              | Anouar el-Sadate          |
| Vacant (14 octobre 1981–29 janvier 2011)       |                   |           |                   |                             |                              |                           |
| Omar Souleiman عمر سليمان                      |                   | 1936–2012 | 29 janvier 2011   | 11 février 2011             | Indépendant                  | Hosni Moubarak            |
| Vacant (11 février 2011–12 août 2012)          |                   |           |                   |                             |                              |                           |
| Mahmoud Mekki محمود مكي                        |                   | 1954–     | 12 août 2012      | 22 décembre 2012            | Indépendant                  | Mohamed Morsi             |
| Poste aboli (22 décembre 2012–14 juillet 2013) |                   |           |                   |                             |                              |                           |
| Mohamed el-Baradei محمد البرادعي (provisoire)  |                   | 1942–     | 14 juillet 2013   | 14 août 2013                | Parti de la Constitution     | Adli Mansour (provisoire) |
| Poste aboli (14 août 2013–23 avril 2019)       |                   |           |                   |                             |                              |                           |
| Poste vacant (depuis le 23 avril 2019)         |                   |           |                   |                             |                              |                           |